# Voyage (album Abby)
Voyage – dziewiąty album studyjny szwedzkiego zespołu ABBA, wydany 5 listopada 2021 roku przez wytwórnie Polar i Capitol. Płyta zawiera 10 nagrań, wszystkie zostały napisane i skomponowane przez dwóch członków grupy: Benny’ego Anderssona oraz Björna Ulvaeusa.
Datę wydania albumu ogłoszono 2 września 2021 roku wraz z wydaniem promującego go singla „I Still Have Faith in You” / „Don’t Shut Me Down”. Drugi singel, „Just a Notion” został wydany 22 października 2021 roku na dwa tygodnie przed publikacją całej płyty. Trzeci singel, „Little Things” ma zostać wydany 3 grudnia 2021 roku. W 2022 roku od 27 maja do 4 grudnia na terenie londyńskiego kompleksu Queen Elizabeth Olympic Park (który na ten okres przyjmie nazwę ABBA Arena) w ramach projektu ABBA Voyage zespół da serię wirtualnych koncertów z wykorzystaniem utworzonych za pomocą technologii motion capture avatarów (tzw. „ABBAtarów”).
Album po wydaniu zadebiutował na 1. miejscach list sprzedaży w Australii, Austrii, Belgii, Czechach, Danii, Francji, Holandii, Islandii, Niemczech, Nowej Zelandii, Norwegii, Szwajcarii, Szwecji oraz Wielkiej Brytanii. W swoim debiutanckim tygodniu płyta zajęła także 2. miejsce na amerykańskiej liście sprzedaży Billboard 200, stając się najwyżej kiedykolwiek notowanym albumem kwartetu w Stanach Zjednoczonych.
W Polsce nagrania uzyskały status złotej płyty.

## Historia powstawania
Ostatnim albumem studyjnym grupy do czasu zawieszenia jego działalności był wydany 30 listopada 1981 roku album The Visitors. 19 listopada 1982 kwartet wystąpił po raz ostatni w pełnym składzie podczas szwedzkiego programu Nöjesmaskinen. 11 grudnia pojawili się na scenie w studiu telewizyjnym talk-show The Late, Late Breakfast Show w Sztokholmie. Po 1982 muzycy pracowali już wyłącznie nad własnymi projektami – Fältskog i Lyngstad rozpoczęły kariery solowe, zaś Ulvaeus i Andersson napisali utwory między innymi do musicalu Chess (obok Tima Rice’a byli współautorami wydanego na singlu w trakcie promocju musicalu utworu „One Night in Bangkok” Murraya Heada). W międzyczasie, przez kolejne lata sukcesywnie pojawiały się kolejne albumy kompilacyjne grupy (w tym wydane w 1992 roku ABBA Gold: Greatest Hits). W 2000 roku odrzucili ofertę 1 mld dol. za zagranie światowej trasy koncertowej, która miałaby obejmować 100 koncertów. W 2004 członkowie zespołu zagrali epizodyczne role w minifilmie pt. Our Last Video Ever, który premierowo pokazano w trakcie półfinału 49. Konkursu Piosenki Eurowizji, a zarazem 30 lat po zwycięstwie zespołu w finale konkursu. Rok później członkowie grupy uczestniczyli w uroczystej premierze musicalu Mamma Mia! w Sztokholmie, pierwszy raz od lat pojawiając się publicznie razem. 4 lipca 2008 wszyscy czworo uczestniczyli w szwedzkiej premierze amerykańskiego filmu opartego na fabule spektaklu.
27 kwietnia 2018 muzycy ogłosili reaktywację zespołu i zapowiedzieli wydanie nowych piosenek. Później poinformowali, że wyruszą także w wirtualną trasę koncertową.
Nagranie „Just a Notion” opublikowane 22 października 2021 roku jako drugi singel promujący album pojawiło się w wersji demo w składance „ABBA Undeleted” na wydanym w 1994 roku box secie Thank You for the Music. Część wokalna do tego utworu została nagrana już w 1978 roku podczas prac nad płytą Voulez-Vous, na nowo zostały za to nagrane partie instrumentalne.

## Lista utworów

### Wydanie na CD[32]
| Nr  | Tytuł utworu                | Długość |
| --- | --------------------------- | ------- |
| 1.  | „I Still Have Faith In You” | 5:08    |
| 2.  | „When You Danced With Me”   | 2:49    |
| 3.  | „Little Things”             | 3:08    |
| 4.  | „Don’t Shut Me Down”        | 3:59    |
| 5.  | „Just A Notion”             | 3:29    |
| 6.  | „I Can Be That Woman”       | 4:04    |
| 7.  | „Keep An Eye On Dan”        | 4:01    |
| 8.  | „Bumblebee”                 | 3:57    |
| 9.  | „No Doubt About It”         | 2:52    |
| 10. | „Ode To Freedom”            | 3:31    |
|     |                             | 36:58   |

### Wydanie na płycie winylowej[33]
| Strona A | Strona A                    | Strona A |
| Nr       | Tytuł utworu                | Długość  |
| -------- | --------------------------- | -------- |
| 1.       | „I Still Have Faith In You” | 5:08     |
| 2.       | „When You Danced With Me”   | 2:49     |
| 3.       | „Little Things”             | 3:08     |
| 4.       | „Don’t Shut Me Down”        | 3:59     |
| 5.       | „Just A Notion”             | 3:29     |
|          |                             | 18:33    |

| Strona B | Strona B              | Strona B |
| Nr       | Tytuł utworu          | Długość  |
| -------- | --------------------- | -------- |
| 1.       | „I Can Be That Woman” | 4:04     |
| 2.       | „Keep An Eye On Dan”  | 4:01     |
| 3.       | „Bumblebee”           | 3:57     |
| 4.       | „No Doubt About It”   | 2:52     |
| 5.       | „Ode To Freedom”      | 3:31     |
|          |                       | 18:25    |

## Listy sprzedaży
| Państwo                             | Najwyższa pozycja |
| ----------------------------------- | ----------------- |
| Australia (ARIA)                    | 1                 |
| Austria (Ö3 Austria Top 40)         | 1                 |
| Belgia (Ultatop Flandria)           | 1                 |
| Belgia (Ultratop Walonia)           | 1                 |
| Chorwacja (HDU)                     | 2                 |
| Czechy (ČNS IFPI)                   | 1                 |
| Dania (Hitlisten)                   | 1                 |
| Finlandia (Suomen virallinen lista) | 1                 |
| Francja (SNEP)                      | 1                 |
| Grecja (IFPI)                       | 8                 |
| Hiszpania (PROMUSICAE)              | 2                 |
| Holandia (Album Top 100)            | 1                 |
| Irlandia (IRMA)                     | 1                 |
| Islandia (Tonlist)                  | 1                 |
| Japonia (Oricon)                    | 4                 |
| Kanada (Billboard Canadian Hot 100) | 2                 |
| Litwa (AGATA)                       | 23                |
| Niemcy (Offizielle Top 100)         | 1                 |
| Nowa Zelandia (RMNZ)                | 1                 |
| Norwegia (VG-lista)                 | 1                 |
| Polska (OLiS)                       | 2                 |
| Portugalia (AFP)                    | 1                 |
| Słowacja (ČNS IFPI)                 | 2                 |
| Stany Zjednoczone (Billboard 200)   | 2                 |
| Szkocja (OCC)                       | 2                 |
| Szwecja (Sverigetopplistan)         | 1                 |
| Szwajcaria (Schweizer Hitparade)    | 1                 |
| Węgry (MAHASZ)                      | 5                 |
| Wielka Brytania (OCC)               | 1                 |
| Włochy (FIMI)                       | 6                 |

## Autorzy[64]
- Autor tekstów: Benny Andersson & Björn Ulvaeus
- Wokal: Agnetha Fältskog, Björn Ulvaeus, Benny Andersson, Anni-Frid Lyngstad
- Producent: Benny Andersson
- Aranżacja: Benny Andersson
- Współproducent: Björn Ulvaeus